# Stanislas Melone
Stanislas Melone (1941-2000) est un écrivain et universitaire camerounais.

## Biographie
Enfance, éducation et débuts
Stanislas Melone est né le 7 mai 1941, à Ekité, près d’Édéa, dans le département de la Sanaga Maritime, dans la province du Littoral. 
Son frère aîné est le professeur Thomas Melone (1934-1996), spécialiste de littérature comparée et député.
En 1964, il obtient une licence de Droit à l’Université Fédérale du Cameroun. il devient docteur d’État en Droit Privé à Paris.
Carrière
De 1966 à 1968, il exerce comme avocat Stagiaire à la Cour de Cassation et au Conseil d’État à Paris. 
En 1975 et 1976, il dirige l'Institut d’Administration des Entreprises. Il sera doyen de la Faculté de Droit et des Sciences Économiques de l’Université de Yaoundé, puis de 1991 à 1993 il est Vice-Chancelier de l’Université de Yaoundé puis Recteur de l’Université de Douala
Il meurt le 6 décembre 2000 à Yaoundé.